# Le Complexe de Di
Le Complexe de Di est un roman de Dai Sijie publié le 3 septembre 2003 aux éditions Gallimard. Ce roman a reçu le prix Femina la même année.

## Résumé
Le roman trace l'odyssée fictive du premier psychanalyste chinois en Chine, au retour d'une formation en France. Alors que la femme qu'il aime est retenue prisonnière pour un crime politique, le jeune psychanalyste commence un long voyage à la recherche d'une femme dont le melon n'a pas encore été fendu. Cette vierge devra être offerte au juge Di afin qu'il renverse son jugement.

## Éditions
- Éditions Gallimard, coll. « Blanche », 2003,  (ISBN 2-07-076758-2)
- Éditions Gallimard, coll. « Folio » no 4231, 2005.  (ISBN 9782070309214)